# Jonkvrouw Maleen

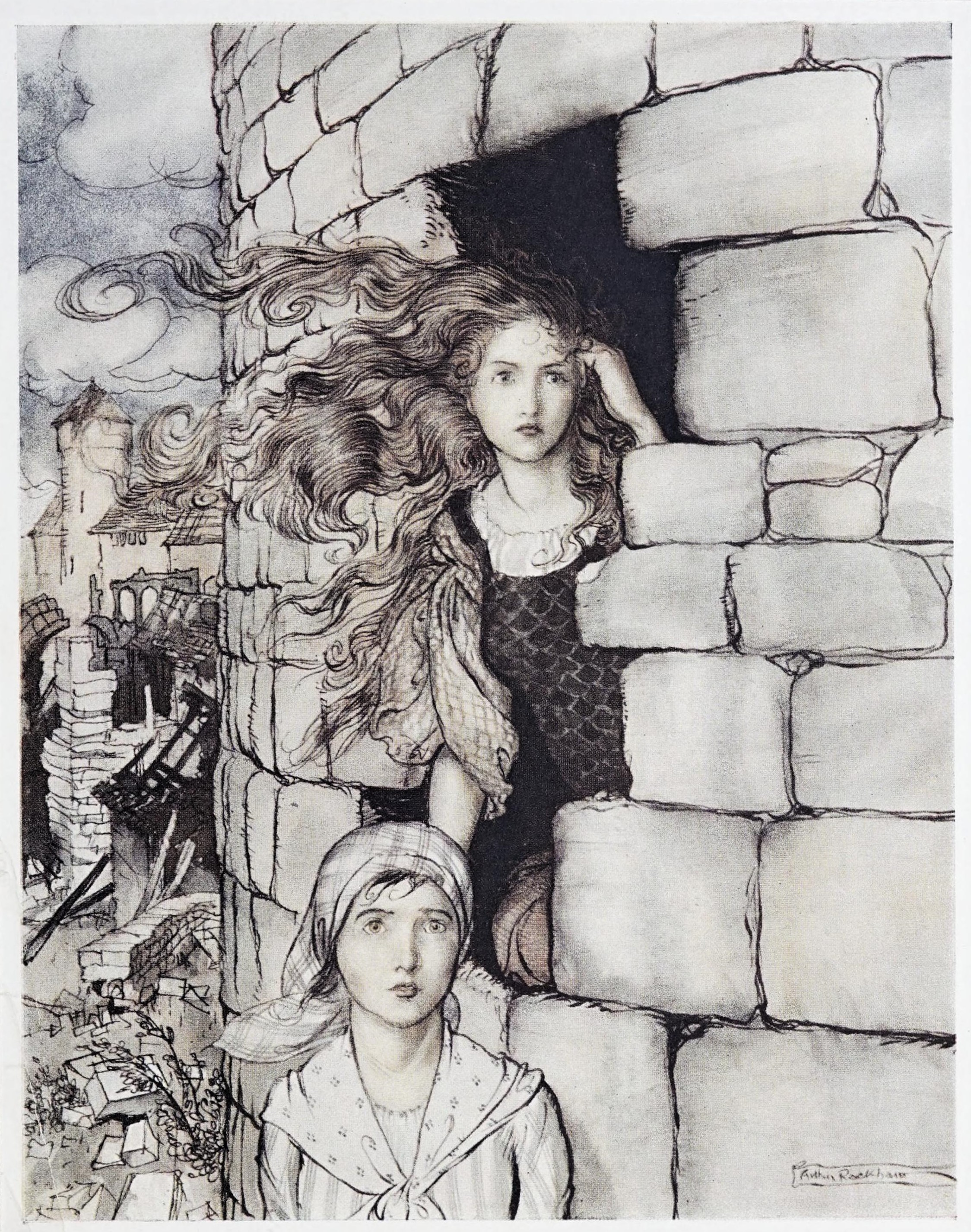

Jonkvrouw Maleen is een sprookje, opgetekend door de gebroeders Grimm in hun Kinder- und Hausmärchen als KHM198. De oorspronkelijke naam is Jungfrau Maleen.

## Synopsis
Een koningszoon wil graag trouwen met jonkvrouw Maleen, de dochter van een machtige koning, maar zij is aan iemand anders beloofd. Ze houden van elkaar en Maleen zegt haar vader dat ze met de koningszoon wil trouwen. De machtige koning laat een toren bouwen en hier komt geen licht binnen van zon of maan. Ze wordt zeven jaren opgesloten en ze krijgt eten en drinken om de tijd door te komen. Er wordt een kamenier ingemetseld om voor haar te zorgen en wachten in duisternis. De koningszoon roept Maleen, maar er komt geen geluid in de toren. Het voedsel is bijna op en de dienaar en Maleen graven met een broodmes door de kalk tussen de stenen. Er worden stenen uit de muur gehaald en na drie dagen komt een lichtstraal binnen en ze kunnen naar buiten. Alles is verlaten en verbrand, de akkers zijn verwoest en ze gaan op weg. Ze krijgen geen onderdak of voedsel en eten brandnetels. Ze komen in een grote stad en mogen in de keuken van het koninklijk paleis werken.
De koningszoon was verloofd geweest met Maleen en zijn vader heeft een lelijke bruid voor hem gekozen. Maleen moet deze vrouw eten brengen in haar kamer en ze schaamt zich voor haar lelijkheid. Ze laat jonkvrouw Maleen haar kleren aantrekken en ze moet haar plaats innemen. Maar Maleen wil geen eer die haar niet toekomt en zwicht pas als ze met de dood wordt bedreigd. Iedereen is verbaasd door haar schoonheid en de bruid wordt naar de kerk geleid. De bruidegom ziet dat ze lijkt op de opgesloten Maleen en Maleen praat tegen de brandnetel, die ze niet vergeten is. Daarna vraagt ze het bruggetje niet te breken, omdat ze niet de ware bruid is. Ook de kerkdeur wordt gevraagd om niet te breken en de koningszoon legt zijn ketting rond de hals van de bruid. De priester trouwt hen en op de terugweg zegt Maleen geen woord.
Ze trekt de kleren uit en doet de sieraden af, maar houdt de ketting om die de koningszoon haar gegeven heeft. 's Nachts wordt de bruid gesluierd naar de kamer van de koningszoon gebracht en hij vraagt wat ze zei tegen de brandnetel. Ze zegt dat ze niks gezegd heeft, maar de koningszoon zegt dan dat ze niet de ware bruid is. De vrouw gaat naar Maleen en deze zegt wat ze heeft gezegd op weg naar de kerk. De koningszoon wil ook weten wat ze tegen het bruggetje zei en de vrouw gaat weer naar Maleen. Dan wil de koningszoon weten wat ze tegen het kerkdeurtje heeft gezegd en de vrouw gaat weer naar Maleen en hoort het verhaal, waarna ze Maleen zegt dat ze dood zal gaan. Ze gaat naar de kamer van haar man en vertelt wat de kerkdeur heeft gezegd, maar kan de ketting niet tonen.
De koningszoon trekt haar sluier af en ziet haar lelijkheid. Ze vertelt dat ze assepoester in haar plaats heeft laten gaan, omdat ze zich schaamt voor haar lelijkheid. Maleen wordt gehaald en de vrouw wil haar hoofd laten afhakken, maar de koningszoon redt haar. Hij ziet de ketting rond Maleen d'r hals en hij neemt haar mee naar haar kamer. Ze vertelt dat ze na zeven jaren uit de toren is gekomen en zijn wettige echtgenote is. De valse bruid wordt onthoofd en de toren waar jonkvrouw Maleen zat opgesloten, heeft nog lang bestaan. Als er kinderen langs de toren lopen, zingen ze een kinderliedje en mogen niet stilstaan.

## Achtergronden bij het sprookje
- Het sprookje komt uit Sleeswijk-Holstein en verscheen in Sagen, Märchen und Lieder der Herzogthümer Schleswig, Holstein und Lauenburg (1845).
- Verwisseling van de ware en valse bruid komt voor in Broertje en zusje (KHM11), De drie mannetjes in het bos (KHM13), De witte en de zwarte bruid (KHM135) en De ganzenhoedster (KHM89).
- Jonkvrouw Maleen wordt door de valse bruid Assepoester (KHM21)genoemd.
- Vergelijkbare sprookjes zijn Het kind van Maria (KHM3), De kleermaker in de hemel (KHM35), Jan Plezier (KHM81), Speelhans (KHM82), De dorsvlegel uit de hemel (KHM112), Het boerke in de hemel (KHM167) en in de kinderlegende De hemelse bruiloft (KHM209).